# Ігленик-при-Великій Локі
Ігленик-при-Великій Локі (словен. Iglenik pri Veliki Loki) — поселення в общині Требнє, регіон Південно-Східна Словенія, Словенія.